# Deux Fois une femme
Pour plus de détails, voir Fiche technique et Distribution.
Deux Fois une femme est un film dramatique québécois écrit et réalisé par François Delisle, sorti en 2010.
Le film est présenté au Marché du film de Cannes en mai 2010, au Festival international du film de Pusan et au Festival international du film de Chicago en octobre 2010.

## Synopsis
Après avoir été, un soir, presque battue à mort par son mari violent, Catherine quitte son foyer avec son fils et change d'identité pour tenter de refaire sa vie.

## Fiche technique
- Titre : Deux Fois une femme
- Réalisation : François Delisle
- Scénario : François Delisle
- Producteur : Joceline Genest, François Delisle
- Cinématographie : Mathieu Laverdière
- Montage : Pascale Paroissien
- Direction artistique et costumes : Geneviève Lizotte
- Genre : Drame
- Durée : 97 minutes
- Langue : français
- Pays de production : Canada
- Budget : 500 000 dollars
- Dates de sortie : Canada : 29 octobre 2010

## Distribution
- Evelyne Rompré : Catherine/Sophie
- Marc Béland : Bruno
- Marie Brassard : une infirmière
- Isabelle Quintin : une infirmière
- Michelle Rossignol : Anne
- Carmen Sylvestre : une conductrice
- Brigitte Pogonat : une conductrice
- Catherine De Léan : Céline
- John Atsiakatie Canoe : Pete
- Donna Kanerahtenha Jacobs : Jolène
- Mélanie Turcotte : une caissière
- Didier Dubois : un contremaître
- Christian Alexis Garcia Diaz : un garçon du gymnase
- Gregory Lucas : un professeur
- Martin Dubreuil : un ouvirer